# SMW Tag Team Championship
Le SMW Tag Team Championship (que l'on peut traduire par championnat par équipes de la SMW) est un championnat de catch (lutte professionnelle) par équipes utilisé par la Smoky Mountain Wrestling (SMW).
Il est créé le 23 avril 1992 quand Tom Prichard et Stan Lane remportant un tournoi après leur face à Bobby Fulton (en) et Jackie Fulton (en) en finale.

## Tournoi désignant le premier champion
Le tournoi désignant le premier champion poids lourd de la SMW a lieu du 12 mars au 23 avril 1992 au cours des enregistrements de l'émission télévisé hebdomadaire de la Smoky Mountain Wrestling (SMW). Les participants sont :
- Tom Prichard et Stan Lane[1]
- Danny Davis et Joey Maggs[1]
- Ivan Koloff et Vladimir Koloff[1]
- Bart Batten et Brad Batten[1]
- Bobby Fulton (en) et Jackie Fulton (en)[1]
- Jack Victory (en) et Rip Morgan[1]
- Davey Rich et Johnny Rich[1]
- Billy Black et Joel Deaton[1]

|  | Quarts de finale                        | Quarts de finale                        | Quarts de finale           | Quarts de finale           |                               |                               | Demi-finales          | Demi-finales          | Demi-finales          | Demi-finales          |  |  | Finale                | Finale                | Finale                | Finale                |
|  |                                         |                                         |                            |                            |                               |                               |                       |                       |                       |                       |  |  |                       |                       |                       |                       |
|  | Diffusé le 2 mai 1992                   | Diffusé le 2 mai 1992                   | Diffusé le 2 mai 1992      | Diffusé le 2 mai 1992      |                               |                               | Diffusé le 2 mai 1992 | Diffusé le 2 mai 1992 | Diffusé le 2 mai 1992 | Diffusé le 2 mai 1992 |  |  | Diffusé le 9 mai 1992 | Diffusé le 9 mai 1992 | Diffusé le 9 mai 1992 | Diffusé le 9 mai 1992 |
|  | Diffusé le 2 mai 1992                   | Diffusé le 2 mai 1992                   | Diffusé le 2 mai 1992      | Diffusé le 2 mai 1992      |                               |                               | Diffusé le 2 mai 1992 | Diffusé le 2 mai 1992 | Diffusé le 2 mai 1992 | Diffusé le 2 mai 1992 |  |  | Diffusé le 9 mai 1992 | Diffusé le 9 mai 1992 | Diffusé le 9 mai 1992 | Diffusé le 9 mai 1992 |
|  | Bobby Fulton (en) et Jackie Fulton (en) | Bobby Fulton (en) et Jackie Fulton (en) | Tombé                      | Tombé                      |                               |                               | Diffusé le 2 mai 1992 | Diffusé le 2 mai 1992 | Diffusé le 2 mai 1992 | Diffusé le 2 mai 1992 |  |  | Diffusé le 9 mai 1992 | Diffusé le 9 mai 1992 | Diffusé le 9 mai 1992 | Diffusé le 9 mai 1992 |
|  | Bobby Fulton (en) et Jackie Fulton (en) | Bobby Fulton (en) et Jackie Fulton (en) | Tombé                      | Tombé                      |                               |                               | Diffusé le 2 mai 1992 | Diffusé le 2 mai 1992 | Diffusé le 2 mai 1992 | Diffusé le 2 mai 1992 |  |  | Diffusé le 9 mai 1992 | Diffusé le 9 mai 1992 | Diffusé le 9 mai 1992 | Diffusé le 9 mai 1992 |
|  | Billy Black et Joel Deaton              | Billy Black et Joel Deaton              | 11:52                      | 11:52                      |                               |                               | Diffusé le 2 mai 1992 | Diffusé le 2 mai 1992 | Diffusé le 2 mai 1992 | Diffusé le 2 mai 1992 |  |  | Diffusé le 9 mai 1992 | Diffusé le 9 mai 1992 | Diffusé le 9 mai 1992 | Diffusé le 9 mai 1992 |
|  | Billy Black et Joel Deaton              | Billy Black et Joel Deaton              | 11:52                      | 11:52                      | Bobby Fulton et Jackie Fulton | Bobby Fulton et Jackie Fulton | Tombé                 | Tombé                 |                       |                       |  |  | Diffusé le 9 mai 1992 | Diffusé le 9 mai 1992 | Diffusé le 9 mai 1992 | Diffusé le 9 mai 1992 |
|  | Diffusé le 2 mai 1992                   |                                         |                            |                            | Bobby Fulton et Jackie Fulton | Bobby Fulton et Jackie Fulton | Tombé                 | Tombé                 |                       |                       |  |  | Diffusé le 9 mai 1992 | Diffusé le 9 mai 1992 | Diffusé le 9 mai 1992 | Diffusé le 9 mai 1992 |
|  |                                         |                                         | Jack Victory et Rip Morgan | Jack Victory et Rip Morgan | 8:37                          | 8:37                          |                       |                       |                       |                       |  |  | Diffusé le 9 mai 1992 | Diffusé le 9 mai 1992 | Diffusé le 9 mai 1992 | Diffusé le 9 mai 1992 |
|  | Davey Rich et Johnny Rich               | Davey Rich et Johnny Rich               | Jack Victory et Rip Morgan | Jack Victory et Rip Morgan | 8:37                          | 8:37                          | 5:31                  | 5:31                  |                       |                       |  |  | Diffusé le 9 mai 1992 | Diffusé le 9 mai 1992 | Diffusé le 9 mai 1992 | Diffusé le 9 mai 1992 |
|  | Davey Rich et Johnny Rich               | Davey Rich et Johnny Rich               | Diffusé le 2 mai 1992      |                            |                               |                               | 5:31                  | 5:31                  |                       |                       |  |  | Diffusé le 9 mai 1992 | Diffusé le 9 mai 1992 | Diffusé le 9 mai 1992 | Diffusé le 9 mai 1992 |
|  | Jack Victory (en) et Rip Morgan         | Jack Victory (en) et Rip Morgan         | Tombé                      | Tombé                      |                               |                               |                       |                       |                       |                       |  |  | Diffusé le 9 mai 1992 | Diffusé le 9 mai 1992 | Diffusé le 9 mai 1992 | Diffusé le 9 mai 1992 |
|  | Jack Victory (en) et Rip Morgan         | Jack Victory (en) et Rip Morgan         | Tombé                      | Tombé                      | Bobby Fulton et Jackie Fulton | Bobby Fulton et Jackie Fulton | 9:55                  | 9:55                  |                       |                       |  |  |                       |                       |                       |                       |
|  | Diffusé le 2 mai 1992                   |                                         |                            |                            | Bobby Fulton et Jackie Fulton | Bobby Fulton et Jackie Fulton | 9:55                  | 9:55                  |                       |                       |  |  |                       |                       |                       |                       |
|  |                                         |                                         | Tom Prichard et Stan Lane  | Tom Prichard et Stan Lane  | Tombé                         | Tombé                         |                       |                       |                       |                       |  |  |                       |                       |                       |                       |
|  | Ivan Koloff et Vladimir Koloff          | Ivan Koloff et Vladimir Koloff          | Tom Prichard et Stan Lane  | Tom Prichard et Stan Lane  | Tombé                         | Tombé                         | 7:21                  | 7:21                  |                       |                       |  |  |                       |                       |                       |                       |
|  | Ivan Koloff et Vladimir Koloff          | Ivan Koloff et Vladimir Koloff          |                            |                            |                               |                               |                       |                       |                       |                       |  |  |                       |                       |                       |                       |
|  | Danny Davis et Joey Maggs               | Danny Davis et Joey Maggs               | Tombé                      | Tombé                      |                               |                               |                       |                       |                       |                       |  |  |                       |                       |                       |                       |
|  | Danny Davis et Joey Maggs               | Danny Davis et Joey Maggs               | Tombé                      | Tombé                      | Danny Davis et Joey Maggs     | Danny Davis et Joey Maggs     | 8:37                  | 8:37                  |                       |                       |  |  |                       |                       |                       |                       |
|  | Diffusé le 2 mai 1992                   |                                         |                            |                            | Danny Davis et Joey Maggs     | Danny Davis et Joey Maggs     | 8:37                  | 8:37                  |                       |                       |  |  |                       |                       |                       |                       |
|  |                                         |                                         | Tom Prichard et Stan Lane  | Tom Prichard et Stan Lane  | Tombé                         | Tombé                         |                       |                       |                       |                       |  |  |                       |                       |                       |                       |
|  | Bart Batten et Brad Batten              | Bart Batten et Brad Batten              | Tom Prichard et Stan Lane  | Tom Prichard et Stan Lane  | Tombé                         | Tombé                         | 6:15                  | 6:15                  |                       |                       |  |  |                       |                       |                       |                       |
|  | Bart Batten et Brad Batten              | Bart Batten et Brad Batten              |                            |                            |                               |                               |                       | 6:15                  |                       |                       |  |  |                       |                       |                       |                       |
|  | Tom Prichard et Stan Lane               | Tom Prichard et Stan Lane               | Tombé                      | Tombé                      |                               |                               |                       |                       |                       |                       |  |  |                       |                       |                       |                       |
|  | Tom Prichard et Stan Lane               | Tom Prichard et Stan Lane               | Tombé                      | Tombé                      |                               |                               |                       |                       |                       |                       |  |  |                       |                       |                       |                       |
|  |                                         |                                         |                            |                            |                               |                               |                       |                       |                       |                       |  |  |                       |                       |                       |                       |

| #  | Champions                                                      | Règne | Date              | Durée              | Lieu                         | Notes                                                                                         | Réf    |
| -- | -------------------------------------------------------------- | ----- | ----------------- | ------------------ | ---------------------------- | --------------------------------------------------------------------------------------------- | ------ |
| 1  | Tom Prichard et Stan Lane                                      | 1     | 23 avril 1992     | 3 mois et 16 jours | Harrogate (Tennessee)        | Ils battent Bobby Fulton (en) et Jackie Fulton (en) en finale d'un tournoi. Diffusé le 9 mai. | [ 3 ]  |
| 2  | Bobby Fulton (en) et Jackie Fulton (en)                        | 1     | 8 août 1992       | 2 jours            | Johnson City (Tennessee)     |                                                                                               | [ 4 ]  |
| 3  | Tom Prichard et Stan Lane                                      | 2     | 10 août 1992      | 3 mois et 3 jours  | Benton (Tennessee)           | Ils remportent un match sans disqualification diffusé le 5 septembre.                         | [ 5 ]  |
| 4  | The Rock 'n' Roll Express (en) (Ricky Morton et Robert Gibson) | 1     | 13 novembre 1992  | 13 jours           | Harlan (Kentucky)            |                                                                                               | [ 6 ]  |
| 5  | Tom Prichard et Stan Lane                                      | 3     | 26 novembre 1992  | 1 jour             | Hazard (Kentucky)            |                                                                                               | [ 7 ]  |
| 6  | The Rock 'n' Roll Express                                      | 2     | 27 novembre 1992  | 1 jour             | Welch (Virginie-Occidentale) |                                                                                               | [ 8 ]  |
| 7  | Tom Prichard et Stan Lane                                      | 4     | 28 novembre 1992  | 1 jour             | Johnson City (Tennessee)     |                                                                                               | [ 9 ]  |
| 8  | The Rock 'n' Roll Express                                      | 3     | 29 novembre 1992  | 1 mois et 20 jours | Knoxville (Tennessee)        |                                                                                               | [ 10 ] |
| 9  | Tom Prichard et Stan Lane                                      | 5     | 18 janvier 1993   | 3 mois et 27 jours | Newton (Caroline du Nord)    | Diffusé le 30 janvier.                                                                        | [ 11 ] |
| 10 | The Rock 'n' Roll Express                                      | 4     | 15 mai 1993       | 1 mois et 13 jours | Johnson City (Tennessee)     | Ils remportent un Losers leave SMW match.                                                     | [ 12 ] |
| 11 | The Bruise Brothers (en) (Don et Ron Harris)                   | 1     | 28 juin 1993      | 2 mois et 14 jours | Council (en) (Virginie)      | Diffusé le 10 juillet.                                                                        | [ 13 ] |
| 12 | The Rock 'n' Roll Express                                      | 5     | 11 septembre 1993 | 2 mois et 13 jours | Morristown (Tennessee)       |                                                                                               | [ 14 ] |
| 13 | Tom Prichard (6) et Jimmy Del Ray                              | 1     | 24 novembre 1993  | 2 mois et 25 jours | Boston (Massachusetts)       |                                                                                               | [ 15 ] |
| 14 | The Rock 'n' Roll Express                                      | 6     | 18 février 1994   | 1 jour             | Port Huron (Michigan)        | Au cours d'un spectacle organisé par la Midwest Territorial Wrestling.                        | [ 16 ] |
| 15 | Tom Prichard (7) et Jimmy Del Ray                              | 2     | 19 février 1994   | 1 mois et 13 jours | Taylor (Michigan)            | Au cours d'un spectacle organisé par la Midwest Territorial Wrestling.                        | [ 17 ] |
| 16 | The Rock 'n' Roll Express                                      | 7     | 1er avril 1994    | 22 jours           | Pikeville (Kentucky)         |                                                                                               | [ 18 ] |
| 17 | Brian Lee et Chris Candido                                     | 1     | 23 avril 1994     | 3 mois et 13 jours | Johnson City (Tennessee)     |                                                                                               | [ 19 ] |
| 18 | The Rock 'n' Roll Express                                      | 8     | 5 août 1994       | 1 jour             | Knoxville (Tennessee)        |                                                                                               | [ 20 ] |
| 19 | Brian Lee et Chris Candido                                     | 2     | 6 août 1994       | 2 jours            | Johnson City (Tennessee)     | Ils remportent un Hair vs. Hair match.                                                        | [ 21 ] |
| 20 | The Rock 'n' Roll Express                                      | 9     | 8 août 1994       | 1 mois et 25 jours | Saltville (Virginie )        | Diffusé le 20 août.                                                                           | [ 22 ] |
| 21 | Mustafa Saed et New Jack                                       | 1     | 3 octobre 1994    | 2 mois et 21 jours | Morganton (Caroline du Nord) |                                                                                               | [ 23 ] |
| 22 | The Rock 'n' Roll Express                                      | 10    | 24 décembre 1994  | 3 mois et 14 jours | Knoxville (Tennessee)        |                                                                                               | [ 24 ] |
| 23 | Al Snow et Unabomb                                             | 1     | 7 avril 1995      | 2 mois et 29 jours | Pikeville (Kentucky)         |                                                                                               | [ 23 ] |
| 24 | Dirty White Boy (en) et Tracy Smothers                         | 1     | 6 juillet 1995    | 29 jours           | Jellico (Tennessee)          |                                                                                               | [ 23 ] |
| 25 | Tom Prichard (8) et Jimmy Del Ray                              | 3     | 4 août 1995       | 3 mois et 21 jours | Knoxville (Tennessee)        |                                                                                               | [ 23 ] |
| -  | Abandonné                                                      | -     | 25 novembre 1995  | -                  | -                            |                                                                                               | [ 23 ] |